# Rosa ecae
Rosa ecae es una especie de planta del género Rosa, de la familia Rosaceae.

## Taxonomía
Rosa ecae fue descrita por Aitch. en 1880.

## Distribución
Se encuentra en el territorio de Afganistán hasta Asia Central y el Himalaya occidental.